# Ráchelin hrob

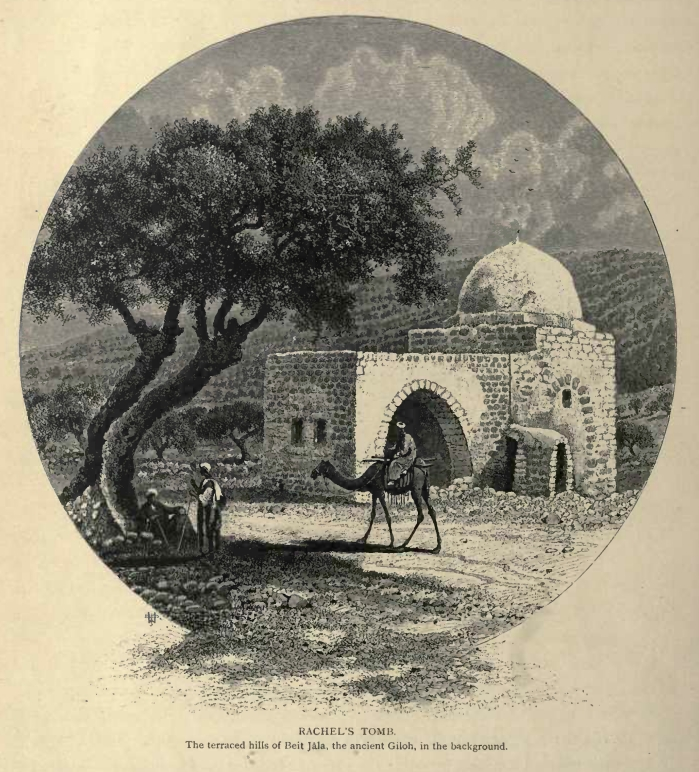
Ilustrace z roku 1880

Ráchelin hrob (hebrejsky קבר רחל‎, Kever Rachel, arabsky قبة راحل‎, Qubbat Ráchil) je považován za svaté místo, uctívané křesťany, Židy i muslimy. Nachází se v prostoru někdejšího hřbitova při severním vjezdu do města Betlém na Západním břehu Jordánu.

## Historie

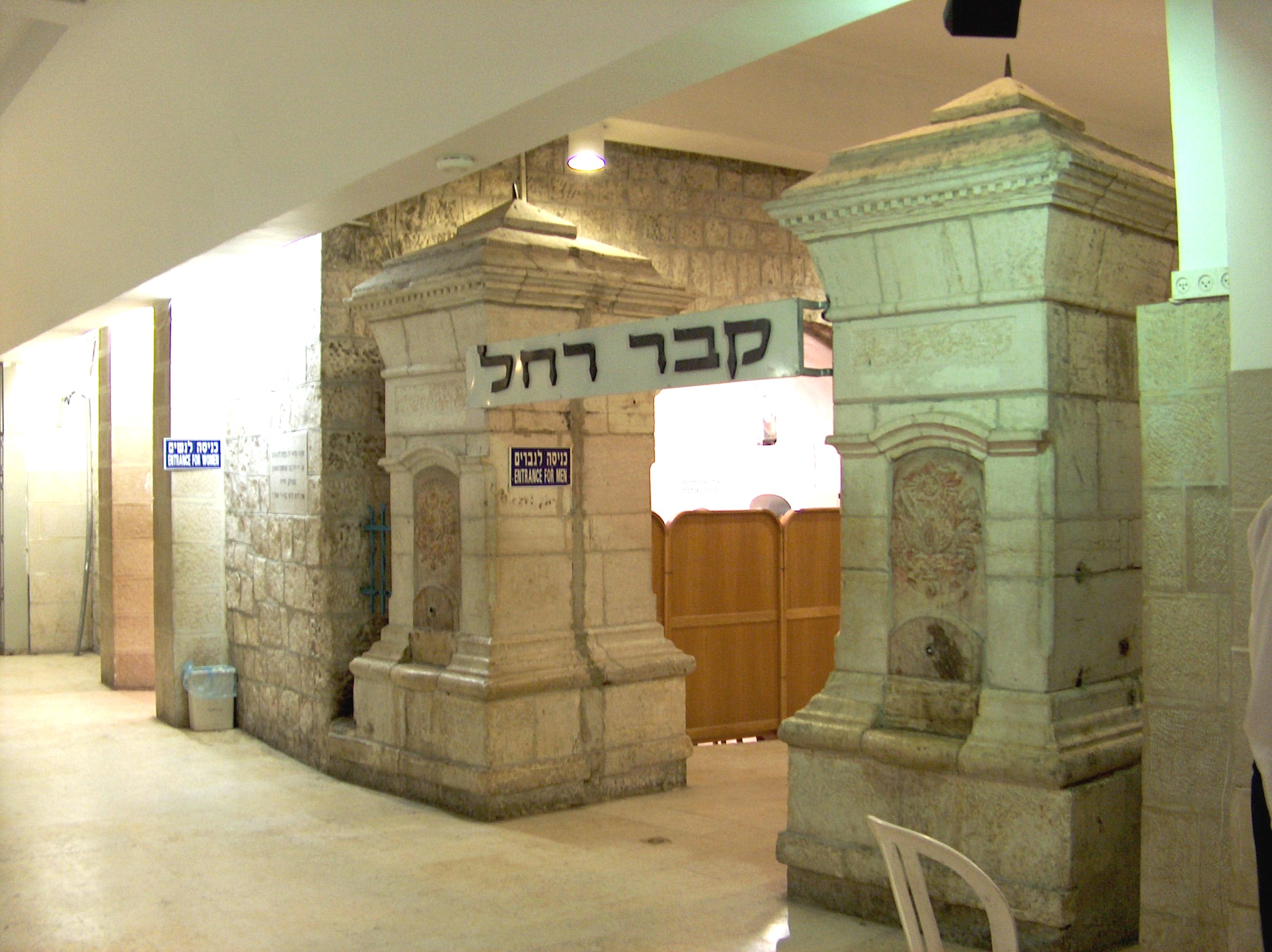
Brána k Ráchelině hrobu při betonové zdi check pointu

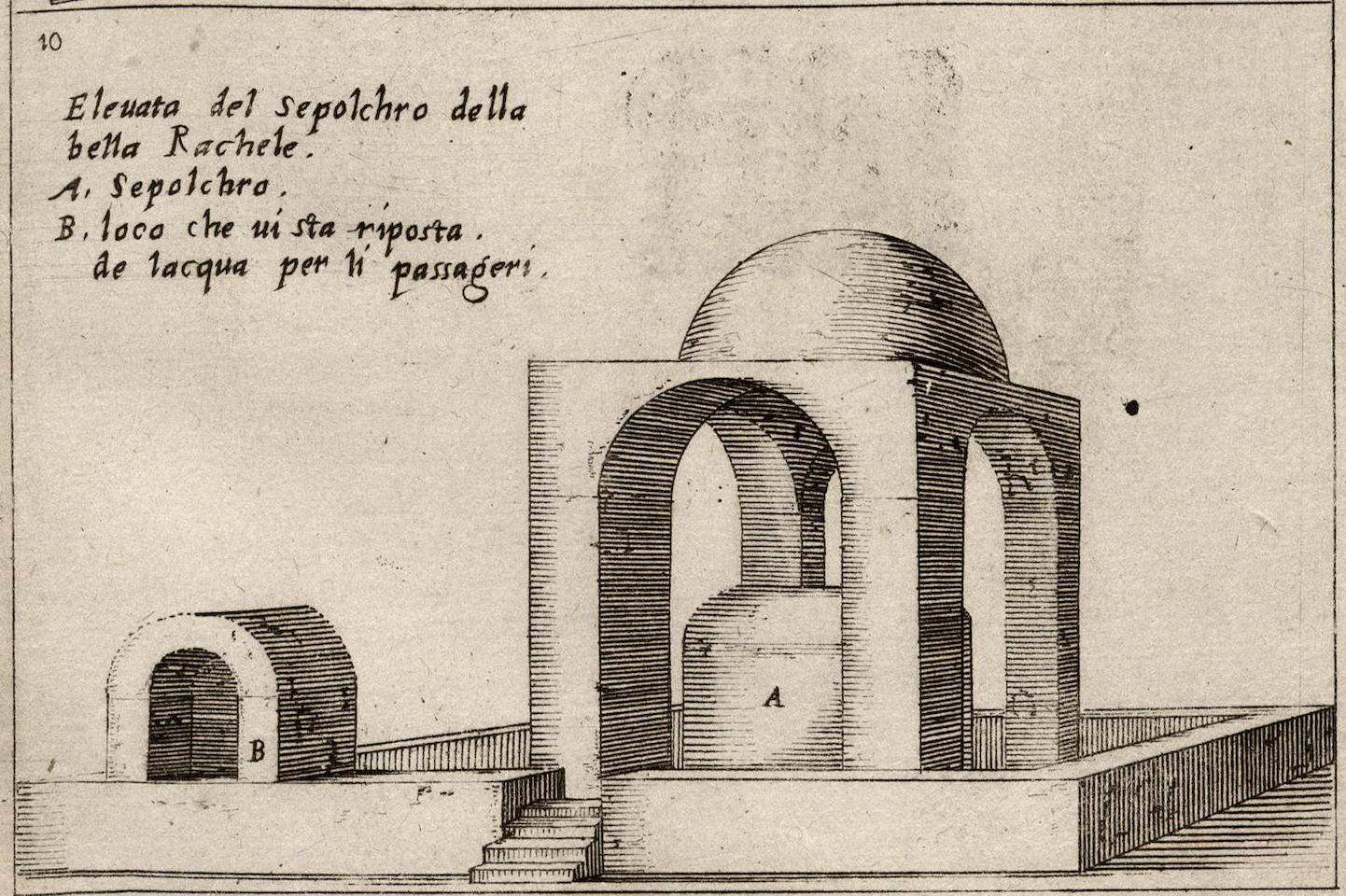
Historický stav, skica z roku 1610

Podle tradic ze 4. století je místo hrobem biblické Ráchel. Jde o třetí nejsvětější místo judaismu a symbol návratu židovského lidu do jeho starověké domoviny. Jedna z teorií o umístění Ráchelina hrobu se opírá o biblické texty, situuje hrob severovýchodně od Jeruzaléma do  blízkosti biblického Rama a dnešní vesnice ar-Ram.
Židé roku 1845 nad hrobem vybudovali šestibokou kamennou stavbu s kupolí, autorem projektu byl Moses Montefiori. Stavba slouží k modlitbám jako synagóga, také pro židovské svatby. Silueta stavby se stala symbolickou a její miniatura se na hřbitovech v Izraeli užívá jako nástavec na hrob. Hrobka je od mamlúckého období součástí území dvou hřbitovů, křesťanského a muslimského.

## Současnost
Před stavbou je vstupní brána, která byla roku 2005 přehrazená dvojí betonovou zdí izraelsko-palestinského check pointu, střeženého vojáky. Přístup pro skupiny cizinců není možný. Vstup pro pěší jednotlivce je omezený, u cizinců často závisí na momentální politické situaci. Izraelské ženy považují Ráchel za patronku těhotných a matek dětí, a proto hrob navštěvují jako poutní místo.